# Śnieżny pył

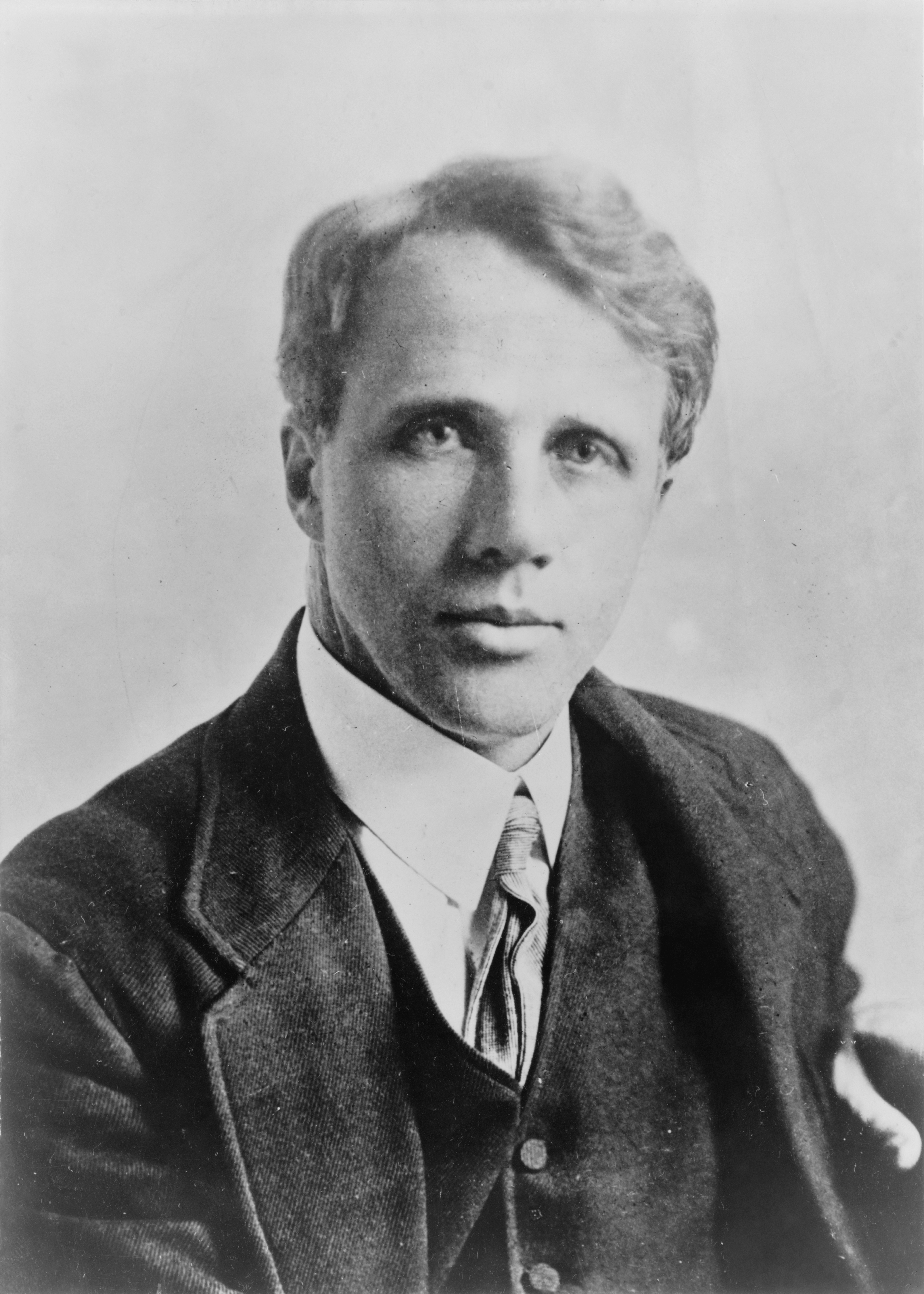
Robert Frost, (1910)

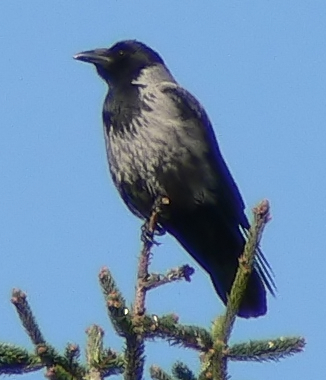
Wrona

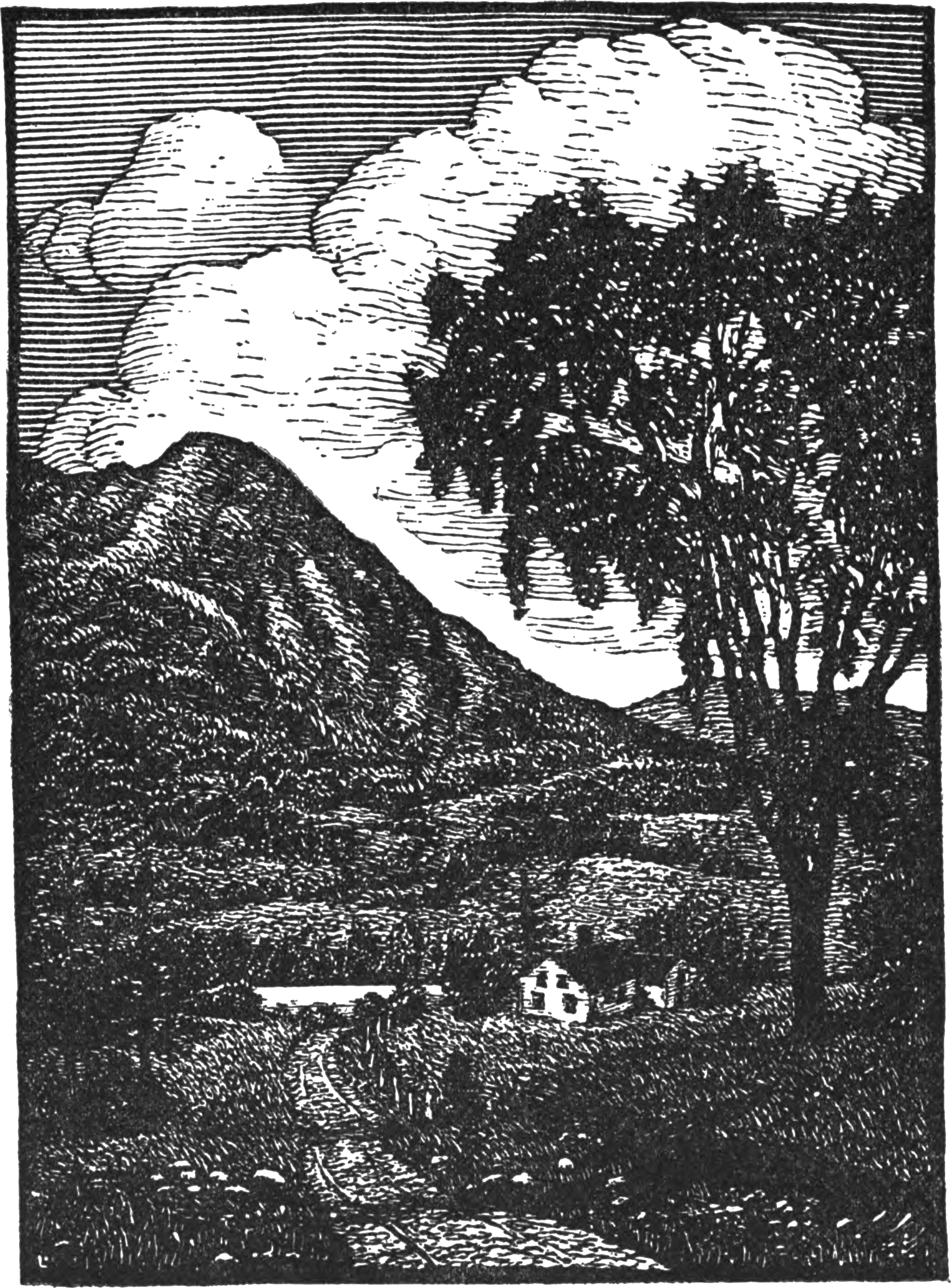
Grafika z okładki tomu

Śnieżny pył (ang. Dust of Snow)  – wiersz amerykańskiego poety Roberta Frosta napisany w 1922 i opublikowany w 1923 jako część jego zbioru New Hampshire: A Poem with Notes and Grace Notes,  wyróżnionego w 1924 Nagrodą Pulitzera w kategorii poezji. Wiersz rymowany ABAB CDCD.

Dust of Snow

The way a crow

Shook down on me

The dust of snow

From a hemlock tree

Has given my heart

A change of mood

And saved some part

Of a day I had rued.